# Ônus da prova
Em epistemologia, o ónus da prova (português europeu) ou ônus da prova (português brasileiro) é a obrigação de um indivíduo, em uma disputa epistêmica, de fornecer garantias suficientes para sustentar a sua posição.

## Definição do conceito
Ao debater sobre qualquer assunto, existe o ônus implícito da necessidade de uma prova que cabe à pessoa que está fazendo uma afirmação.
Afirmações que atribuam um valor de verdade a uma proposição precisam de provas que sustentem tal qualificação. Afirmar a existência ou a inexistência de algo, afirmar o funcionamento ou não funcionamento de um método ou afirmar a presença ou ausência de uma característica: todas estas afirmações oneram o proponente com a necessidade de provas que as sustentem.
Um apelo à ignorância ocorre quando qualquer proposição é assumida como verdadeira porque ainda não foi provada falsa. Em outras palavras, uma afirmação (“isto existe”) é uma proposição que incorre no ônus da prova.

## Inversão do ônus da prova
A inversão do ônus da prova é uma falácia lógica que ocorre quando um indivíduo tenta passar para outro o ônus que existia em sua afirmação original. Tal inversão é muito comum em debates sobre a existência ou inexistência de algo, como Deus.
Tomamos como um exemplo uma conversa entre dois indivíduos, A e B. O indivíduo A afirma que “existe aquecimento global”. Ao ser confrontado com tal afirmação, o indivíduo B poderia solicitar que A ofereça provas de tal afirmação (pois toda afirmação incorre em ônus da prova), quando neste momento A poderia dizer que cabe a B “provar que o aquecimento global não existe” (inversão do ônus).

## Provando uma negativa
Quando uma afirmação se propõe a provar uma negativa, o ônus assume a forma de uma prova negativa, prova de impossibilidade, ou mera evidência de ausência.
Se esta afirmação negativa é em resposta a uma reivindicação feita por uma outra parte em um debate, afirmando a falsidade da alegação positiva, ela desloca o ônus da prova do indivíduo que fez a primeira afirmação para o segundo, que propôs a sua falsidade.
É importante ressaltar que a partir do momento em que um proponente oferecer evidências que sustentem a sua afirmação, o ônus da prova é transferido para o oponente. Se A afirma que “existem tigres pretos” e oferece provas de sua afirmação (fotografias, filmagens, pesquisas ou qualquer outro tipo de evidência), caberia a B provar que tais evidências seriam falsas.
Em todo debate é comum que o ônus da prova seja transferido entre os debatedores, diversas vezes, durante o processo de argumentação. Entretanto, é crucial perceber que uma afirmação como "eu não acredito que X é verdadeiro” é epistemologicamente diferente de uma negação explícita, como "eu acredito que X é falso".

## Ônus da Prova e o Direito Não-Penal
No Direito Não-Penal, via de regra, é aceito o princípio de que cabe ao Autor de uma Ação provar os fatos constitutivos de seu direito. Por sua vez, cabe ao Réu dos fatos impeditivos, modificativos ou extintivos do direito do Autor que invocar, as chamadas exceções substanciais.
Porém, em algumas ocasiões, a lei atribui ao Réu a responsabilidade de arcar com a produção de provas necessárias ao deslinde da ação, no que se chama de inversão do ônus (custos) da prova. Não se trata de fazer prova negativa ou prova do diabo, mas de arcar com perícias, transportes de testemunhas, ou fornecer documentos que estejam em seu poder e tenham relação com a matéria discutida.
A inversão do ônus (custas) da prova é considerada um dos mais modernos instrumentos para a correta solução das lides forenses, para casos específicos, na medida em que atribui a responsabilidade da prova aquele que tem melhores condições e mais facilidade de produzi-la ou aquele que tem o dever legal de proceder de determinado modo para agir em conformidade com a Lei (Como, por exemplo, o dever do Empregador de trazer a juízo os recibos que comprovem a entrega de Equipamentos de Proteção e Segurança - EPIs aos Empregados, quando estiver sendo demandado por Adicional de Insalubridade).
A inversão do ônus da prova encontra limites nos casos em que a sua produção, mesmo em se tratando de matéria do consumidor ou trabalhista, possa resultar em auto incriminação de pessoas físicas ou jurídicas.